# Sana Indijanci
Sana.–Pleme Tonkawan Indijanaca nastanjeno u kasnom 17. i prvoj polovici 18. stoljeća istočno i sjeveroistočno od San Antonija u Teksasu. Sana Indijanci ne smij use pobrkati Cana, Xanna Sama. Pleme Sana naposeje nastanjivalo kraj između rijeke Guadalupe i Brazosa u susjedstvu Cantona, Cava, Emeta i Tohaha. Kultura mora da im je bila slična drugim Tonkawa plemenima. U misiju San Antonio de Valero u San Antoniju odlaze 1740.-tih godina, i tu ostaju sve do 1793.

## Vanjske poveznice
- Sana Indians